# Paracanthella
Paracanthella este un gen de muște din familia Tephritidae.

Cladograma conform Catalogue of Life:
| Paracanthella | \| \| Paracanthella guttata \| \| \| \| \| \| Paracanthella pavonina \| \| \| \| |
|               | \| \| Paracanthella guttata \| \| \| \| \| \| Paracanthella pavonina \| \| \| \| |
|               | Paracanthella guttata                                                            |
|               |                                                                                  |
|               | Paracanthella pavonina                                                           |
|               |                                                                                  |